# Steinbruch Kallbrück und Peterbach
Das Naturschutzgebiet Steinbruch Kallbrück und Peterbach liegt im Gemeindegebiet Simmerath nördlich der Kalltalsperre.

## Schutzzweck
Geschützt werden sollen die Lebensräume für viele nach der Roten Liste gefährdete Pflanzen, Pilze und Tiere sowie Lebensräume wie Quellen, naturnahe und unverbaute Bachabschnitte, Auwald, Schluchtwald, Felsen und Blockschutthalden sowie Nass- und Feuchtgrünland. Angestrebt wird eine Erhaltung eines Steinbruches, ein Biotopverbund zum Kall-Talsystem. Im Steinbruch wird Wert gelegt auf die Erhaltung eines Aufschlusses mit besonderer erdgeschichtlicher Bedeutung als geologische Besonderheit und für Forschung und Lehre.